# Манчино (Ређо ди Калабрија)
Манчино је насеље у Италији у округу Ређо ди Калабрија, региону Калабрија.
Према процени из 2011. у насељу је живело 18 становника. Насеље се налази на надморској висини од 506 м.